# Rieti
Rieti olasz város a Monte Terminillo lábánál, egy termékeny síkságon, Rómától mintegy 80 km-re, északkeletre. Itt található Olaszország földrajzi közepe.

## Fekvése

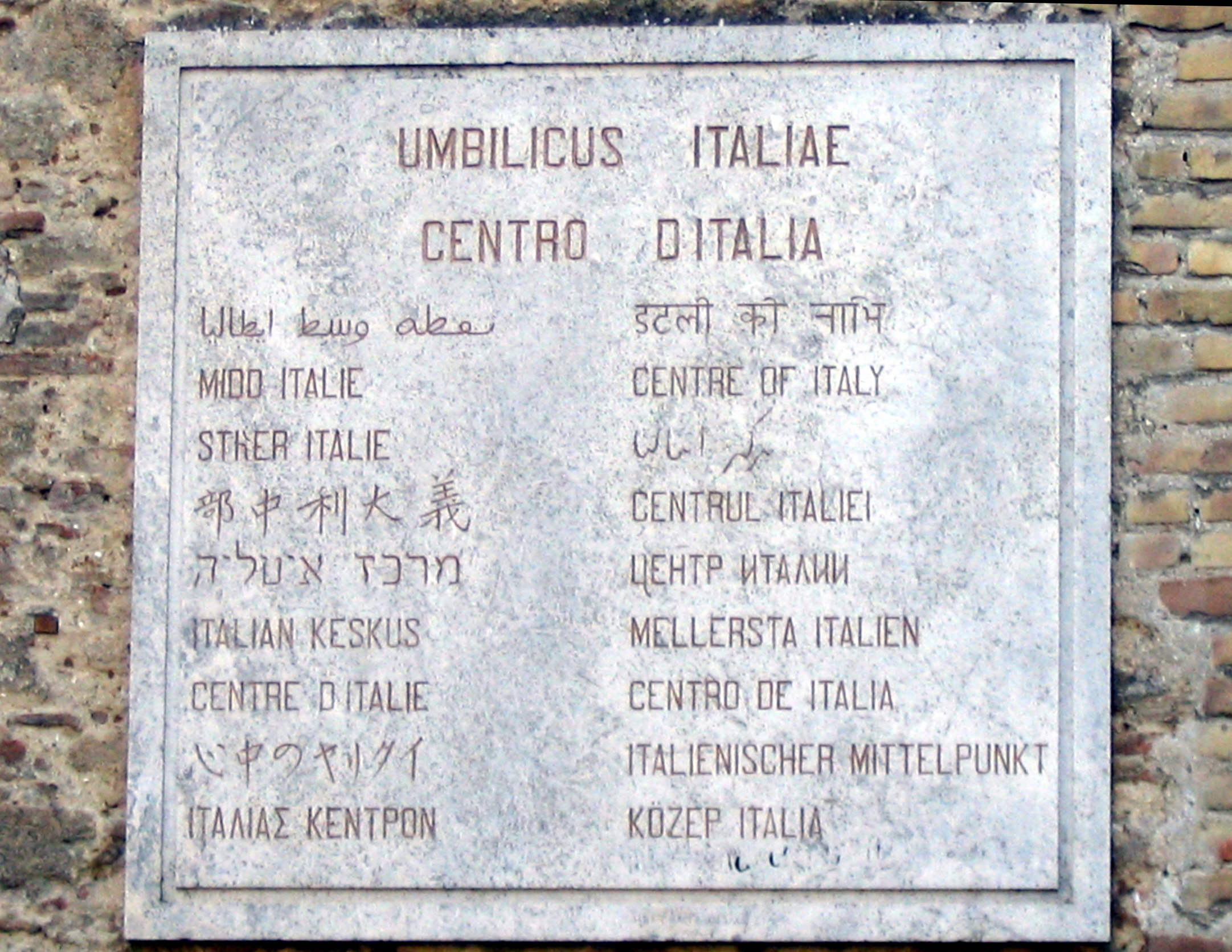
Olaszország közepe

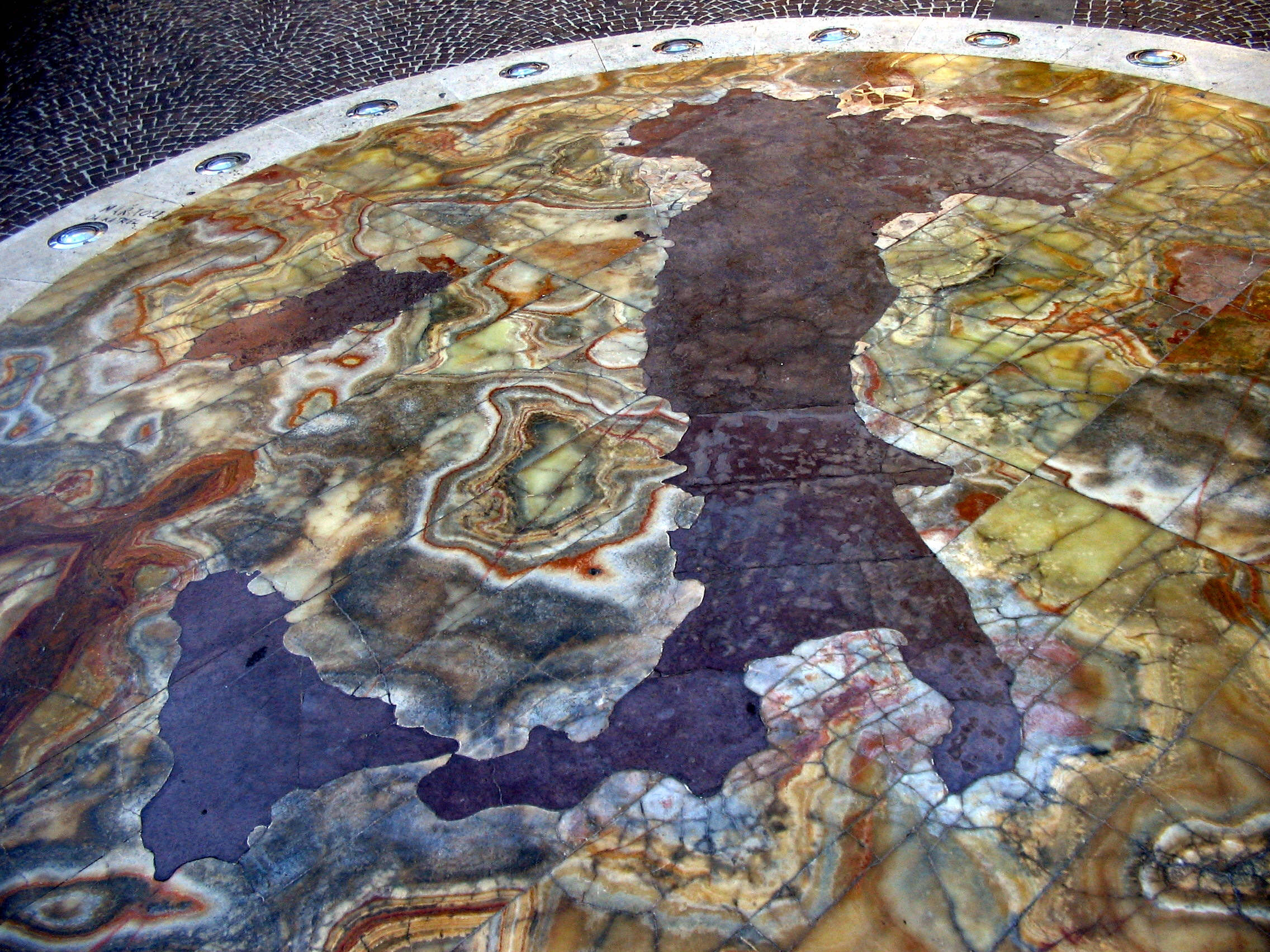
Emlékmű Olaszország közepén

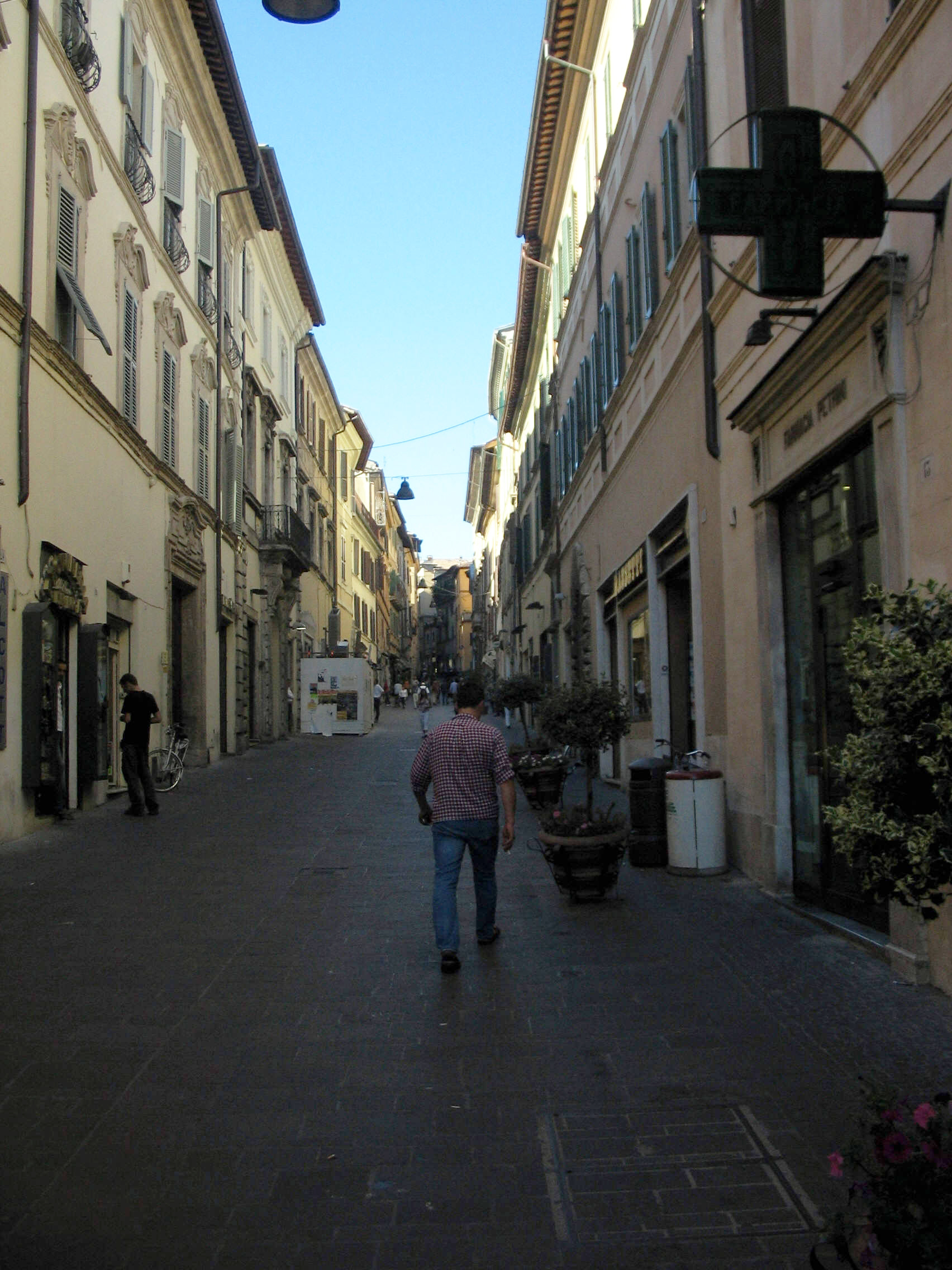
A via Roma sétálóutca

Rietit minden oldalról hegyek veszik körül, amelyek lábánál a Rieti alföld fekszik, 405 m tengerszint feletti magasságban, mintegy 90 km²-en. Régen a helyén egy hatalmas tó volt, amit később lecsapoltak.

## Éghajlat
Rieti éghajlata kontinentális. A telek körülbelül 140 napig tartanak és nagyon hidegek, a nyarak pedig kellemesen melegek. A csapadék mennyisége meghaladja az 1000 mm/év-et. Télen nagyon ritka a hóesés, mert a felszálló meleg szél északnyugat felé, a környező hegyekre viszi a felhőket. Nyáron gyakoriak a zivatarok.

## Kultúra

### Oktatás

#### Könyvtárak
A Biblioteca Comunale Paroniana, a Monsignor Giovanni Filippo Paroni nevét viselő könyvtár, amelyet 1865. június 4-én az ágostonrend egykori kolostorában avattak föl, majd többszöri átköltöztetése után gyűjteménye 1998-ban a volt Szent Luca-kolostorba került. Nagyjából 140 000 darabos gyűjteményében 23 000 15.-19. századi ősnyomtatvány, 466 periodika, amelyből 100 jelenlegi, 78 kódex, 80 inkunábulum, mérhetetlen számú kézirat és könyvekbe nem foglalt iromány szerepel.
A Fondazione Varrone-könyvtár (ex Biblioteca Benedetto Riposati) a milánói Katolikus Egyetem latintudora, Monsignore Benedetto Riposati 1982-es bő 13 000-es donációján alapul a via dei Crispolti 22. alatt, a Palazzo Potenziani Fabriban. Az igen ritka, nemzetközi értékű könyvtár 2012-ben a felújított largo San Giorgio-i épületbe költözött, amelyben könyvesbolt és irodalmi kávéház, művészeti galéria, angol oktatóközpont és divatlaboratórium is helyet kapott, ahol az Alapítvány rendezvényeket és kulturális eseményeket szervez. 2014 óta a könyvtár zárva van a felújítás után föltárt rendellenességek kivizsgálásáig.

#### Állami Levéltár
Az 1953. június 15-én még a Levéltár szekciójaként alapított gyűjteményt 1963-ban valódi Állami Levéltárrá léptették elő. Székhelye ma a viale Ludovico Canali 7. sz. alatt van, míg eredetileg a via Román volt.

#### Iskolák
Közösségi területen vannak elemi-, közép- és felsőfokú intézmények humán, reál, ipari, gazdasági, művészeti, építési, vendéglátós, turisztikai, egészségügyi, fogászati, mezőgazdasági és nyelvpedagógiai szakmákban.
Az 1962-ben alapított híres-neves Istituto Alberghiero Ranieri Antonelli Costagginiről elnevezett szállodafőiskola az első ilyen egész Lazio tartományban. Manapság ez a legszámosabb beirattkozottal bíró ilyen tanintézmény a városban, amelyben nemcsak a megye, hanem a közeli Róma, Terni és L'Aquila fiataljai is tanulhatnak.
A Marco Terenzio Varrone humángimnáziumban tanult Indro Montanelli újságíró, Eugenio Garin filozófus, Renzo De Felice történész és a szenátus korábbi elnöke, Franco Marini.

#### Egyeteme
A Sabina Universitast 1994-ben alapították az Università La Sapienza di Roma mérnöki- és orvosi fakultása és az Università degli Studi della Tuscia agrárfakultása gesztorálásával.

#### Konzervatórium
A Parco della Musica di Villa Battistiniben, Contigliano városrészben a római Santa Cecilia Konzervatórium fiókintézményét 2008-ban avatták fel.

### Média

#### Rádió
Helyi rádiók: a Radio Mondo, a MEP Radio Organizzazione, a Radio Ondaverde és a legfrissebb, a Radio Si Serva Signora.

#### Nyomtatott sajtó
Két helyi napilapja a Corriere di Rieti e della Sabina (a Corriere S.r.l. csoport), és az Il Messaggero rieti, valamint az Il Tempo észak-laziói kiadása (che fino al 2012 aveva un'edizione di Rieti) oltre a numerosi giornali online.
A periodikumok között a Format és a Rello ingyenes havilapok, a megyés püspöki Frontiera hetilap, a Mondo Sabino aktualitások és kultúra havi folyóirat, a Sabina, a Sabina Shire kétnyelvű kulturális havilap, a Mixer művészet-zene-színház témájú és a SeMag ingyenes havilapok a környék kulturális eseményeiről.

#### Filmgyártás
A Rieti Film Commission működésének köszönhetően számos kisebb jelentőségű filmet forgattak a városban, pl. a L'uomo del granót Giancarlo Baudenától (dokumentumfilm Nazzareno Strampelliről, amit részben a Rieti Alföldön vettek föl és előzetesét is itt mutatták be először), az Il disordine del cuorét Paolo Fosso forgatókönyvéből (teljesen itt forgatták és mutatták be), vagy az Il tema di Jamilt Massimo Wertmüllertől (az egész filmet itt forgatták).

#### Televízió
Az első helyi adás az RTR − Rete Televisiva Reatina, ma a Sabinia tv mellett, a 818-as csatornán működik.
A másik egykori rieti adó az 1970-ben alapított TeleRadioRieti 2000 volt, amely 1980-tól TeleSabina 2000 néven 2002-ig sugározta adásait.

### Színház

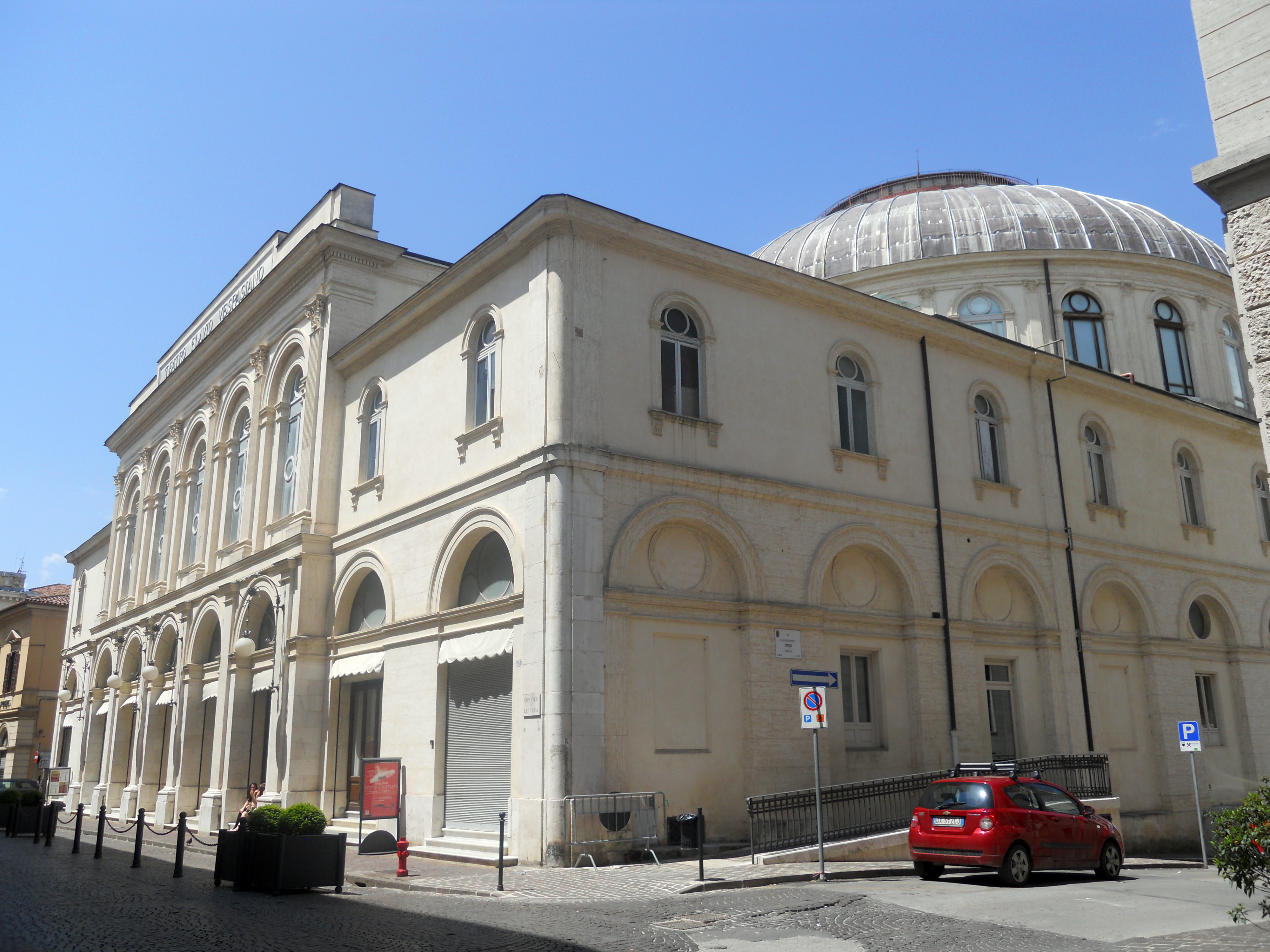
A Flavio Vespasiano-színház

A színházi tevékenység elsősorban a Flavio Vespasiano-színházban zajlik, ami a 19. század végétől a via Garibaldin áll (pár lépésnyire a piazza Vittorio Emanuele II-től. Sokszor dicsérték már kiváló akusztikája miatt. Évente vendégül látja a nemzeti- és nemzetközi tánc- és operarendezvények egész sorát, a kis helyi társulatok, főként helyi dialektusban írt vígjátékait. Emellett a itt rögzítik a  RAI Show 0. és első adásait.

### Konyha

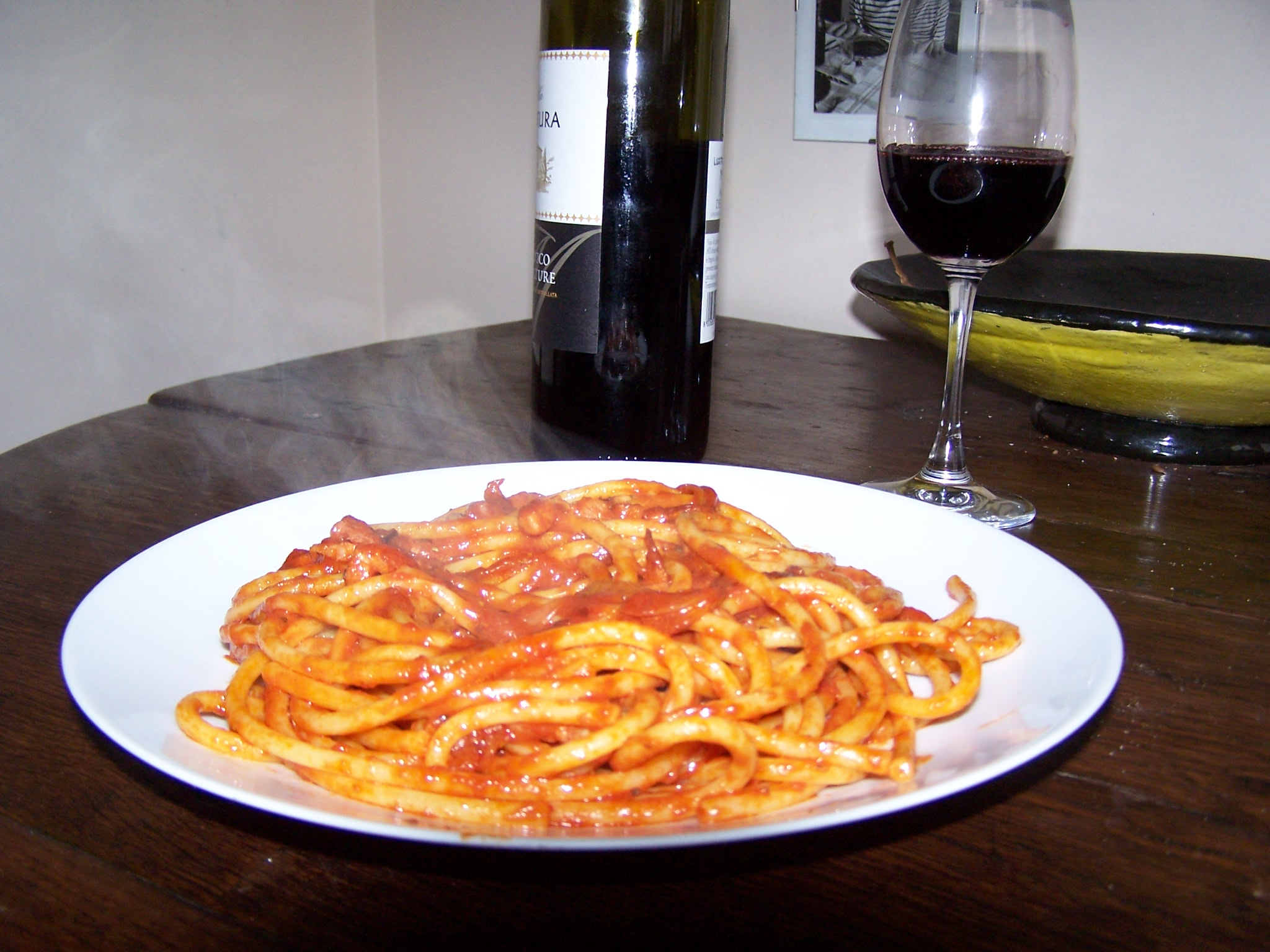
Bucatini all'amatriciana

A tipikus rieti fogás a "Fregnacce alla reatina". Vízből, lisztből és sóból leheletvékony réteslapot nyújtanak ki. Hajtogatják, majd kb. két centis rombuszokat vágnak belőle. A töltelék kiolvasztott szalonna, zeller, hagyma, darabolt paradicsom, só és zöldpaprika. egyszerű húsmártással, vagy báránysülttel tálalva. Másik jellegzetes fogás a pizzicotti (Lisciano mellől, az éves búcsúra felszolgálva). Kenyértésztából „falatkákat” szaggatnak, majd forrásban lévő vízben kifőzik; enyhén csípős paradicsomos mártással tálalják.
Miként Közép-Olaszországban mindenütt, itt is készítik a Strengozzi tésztafogást sonka kövérjével, olívaolajjal, kockára vágott pácolt sonkával, piros paprikával, zsenge zöldborsóval és paradicsommal ízesítve.)
Jóllehet nem helyi specialitás, de itt is készítik a pasta all'Amatriciana spagettit, olaj, báránypofa és Amerika felfedezése óta paradicsomos ízesítéssel.
Ami a húsételeket illeti, megyeszerte elterjedt a Sardamirelli (hurka), amit mosott, három napig szárított disznóbelsőségből csinálnak. Édesköménnyel, paprikával, sóval ízesítik, majd parázson vagy babbal nedvesen sütik ki.

### Események
- Régiségvásár a piazza Vittorio Emanuele II-n minden hónap harmadik vasárnapján.[19])
- Rieti Táncfesztivál: 1991 óta minden évben a Flavio Vespasiano Színházban rendezik meg; klasszikus, pas de deux, modern-kortárs tánc és koreográfia szekciókban.[20])
- Táj Biennale: 2009 óta rendezik meg.[21]
- Zenefesztivál: nemzetközi fesztivál a belcantótól az egyházi muzsikán keresztül a jazzig.[22]
- Rieti Csípős Szíve: a paprika világvására a nyári időszakban a városközpontban.
- Minden év júniusában megrendezik a hagyományos gyertyakörmenetet páduai Szent Antal tiszteletére.

## Népesség
2007. december 31-én a város lakói közül 96,68% olasznak, 3,32% más nemzetiségűnek vallotta magát. Ezen belüli arányuk:
| Román 19,06%   | Albán 15,07%   | Ukrán 12,1%   |
| Lengyel 8,93%  | Marokkói 8,93% | Macedón 7,6%  |
| Indiai 2,85%   | Bolgár 2,15%   | Moldva 1,9%   |
| Brazil 1,39%   | Kínai 1,27%    | Francia 1,01% |
| Eritreai 1,01% |                |               |

## Műemlékek és látnivalók

### Városfalak
A történelmi belvárost körülvevő középkori fal építése a 12. századra nyúlik vissza.

### Római híd
Régi római híd, amely a Velino folyón ívelt át.

### Templomok
Rietiben számos templomot találhatunk. A leglátványosabb a Cattedrale di Santa Maria.

## Testvérvárosai
- Itó, Japán
- Saint-Pierre-lès-Elbeuf, Franciaország

Képek Rietiről
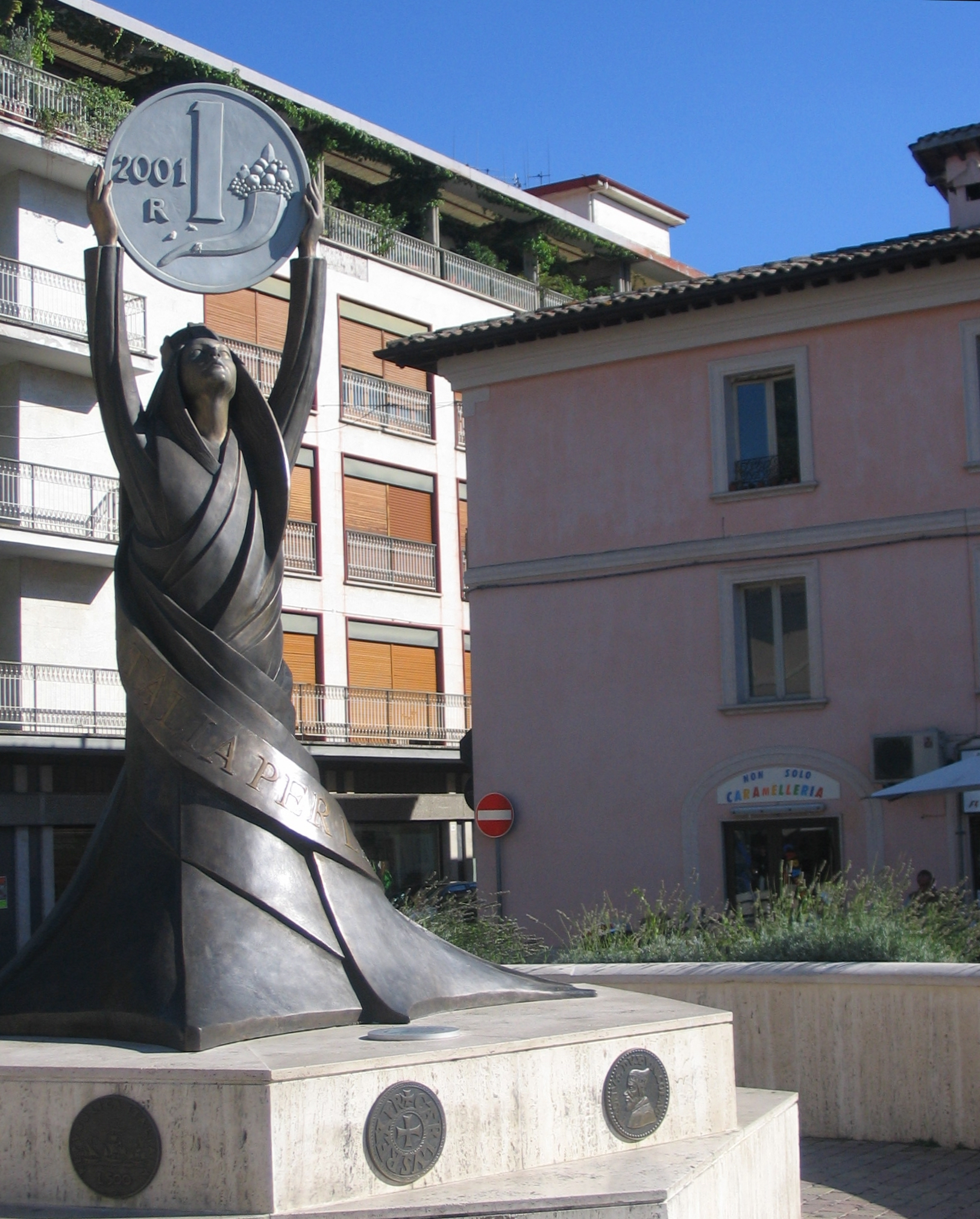
Líra-emlékmű
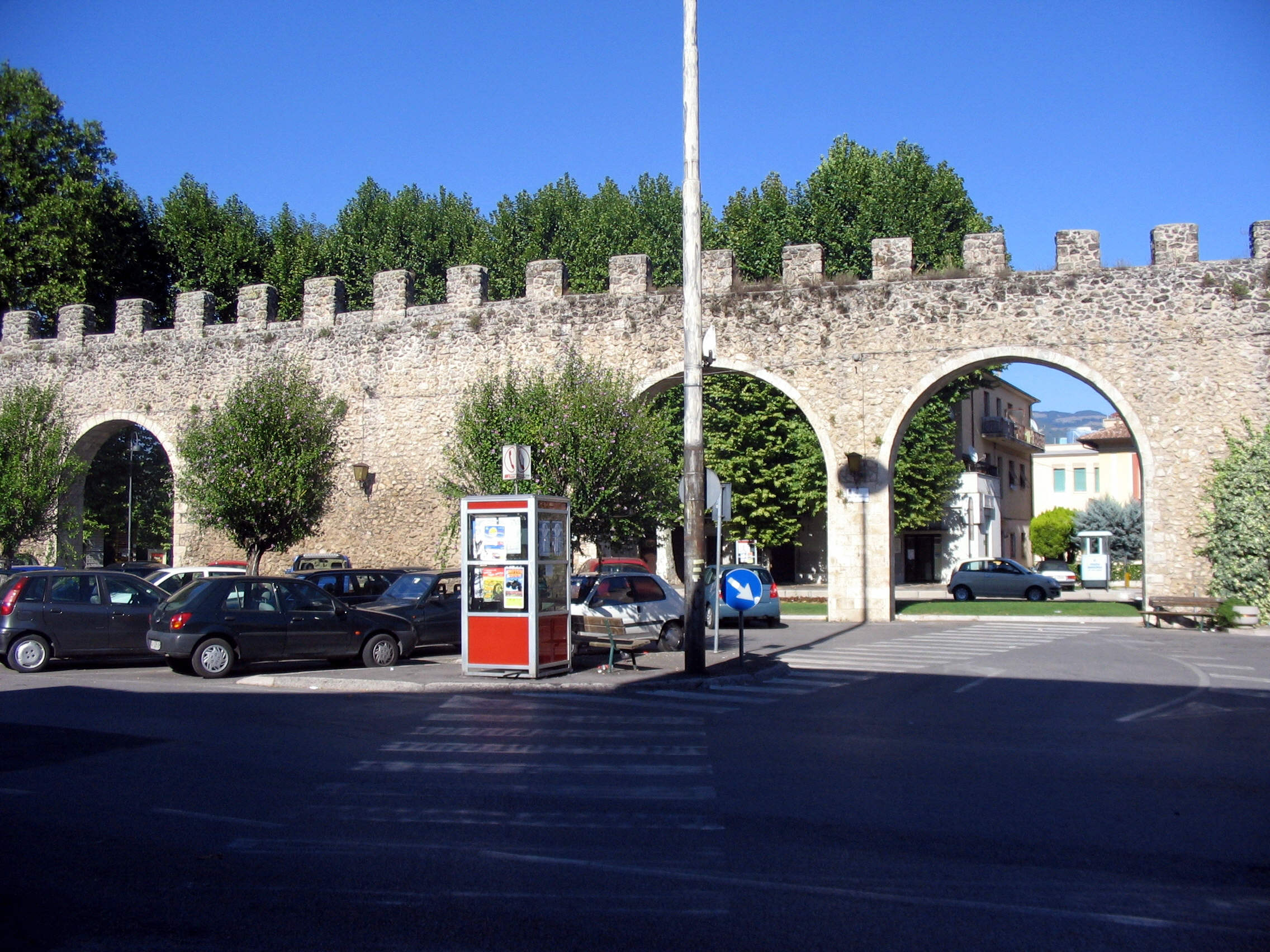
Városfal
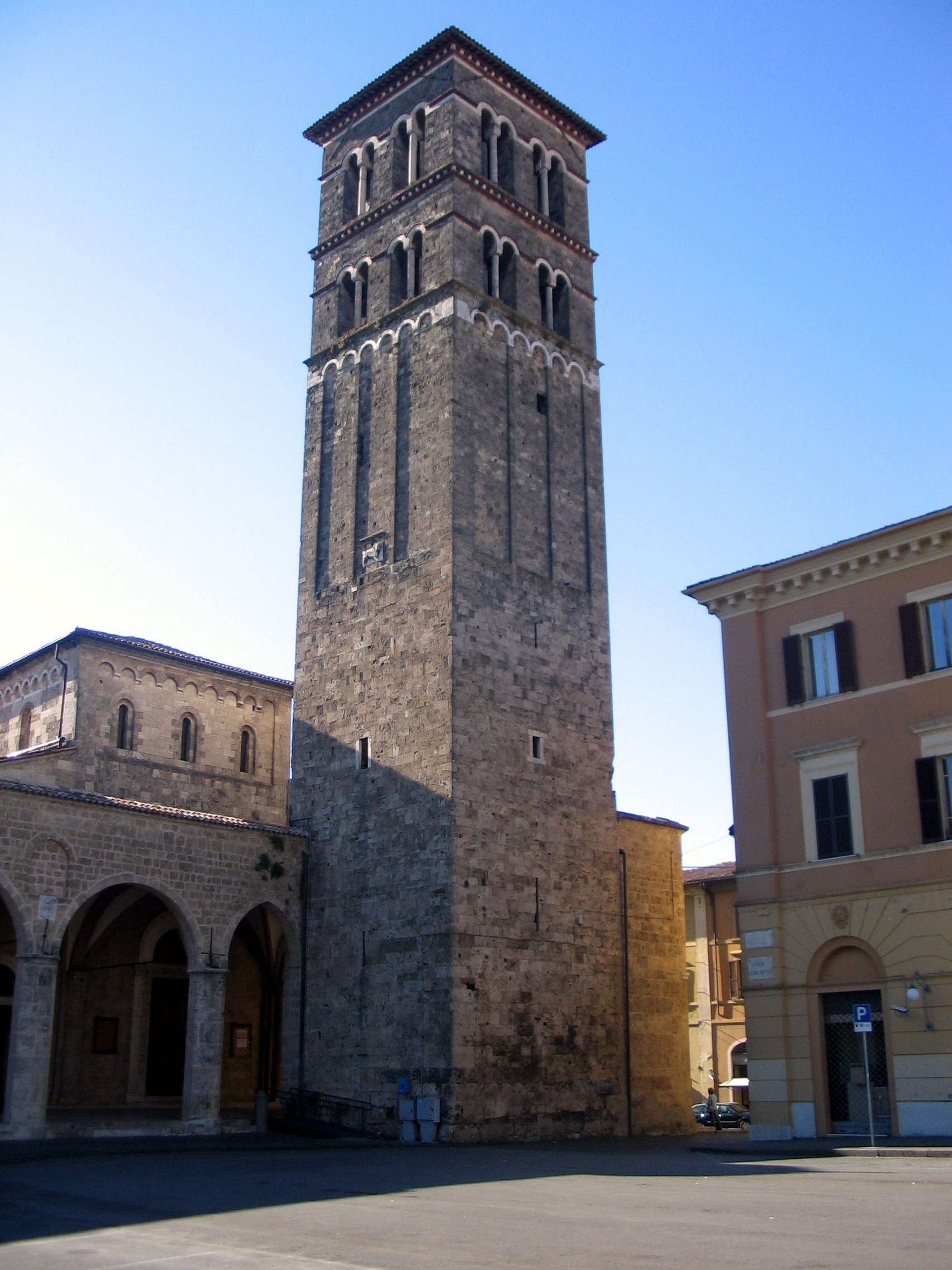
Szent Mária katedrális
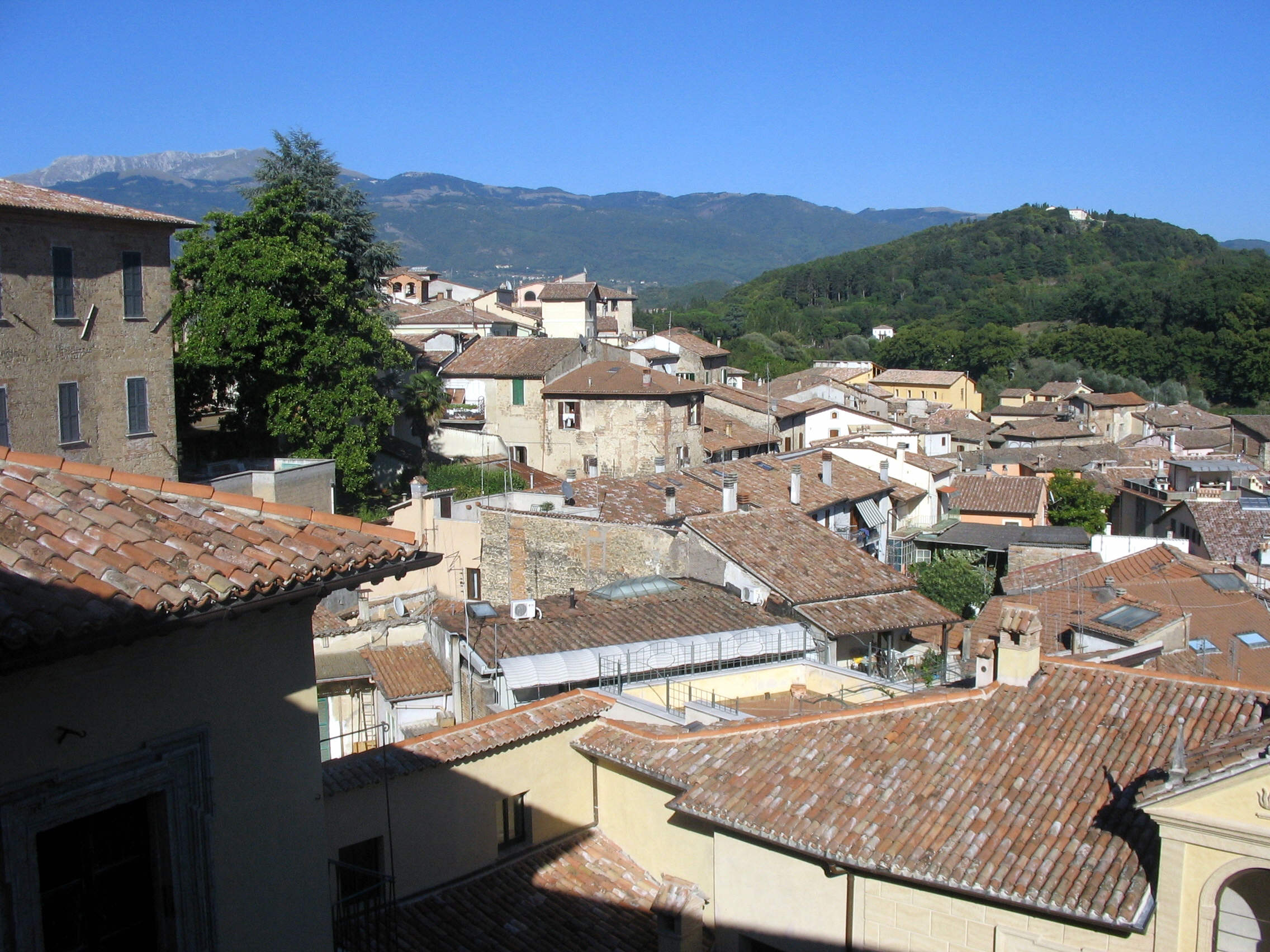
Kilátás a városra
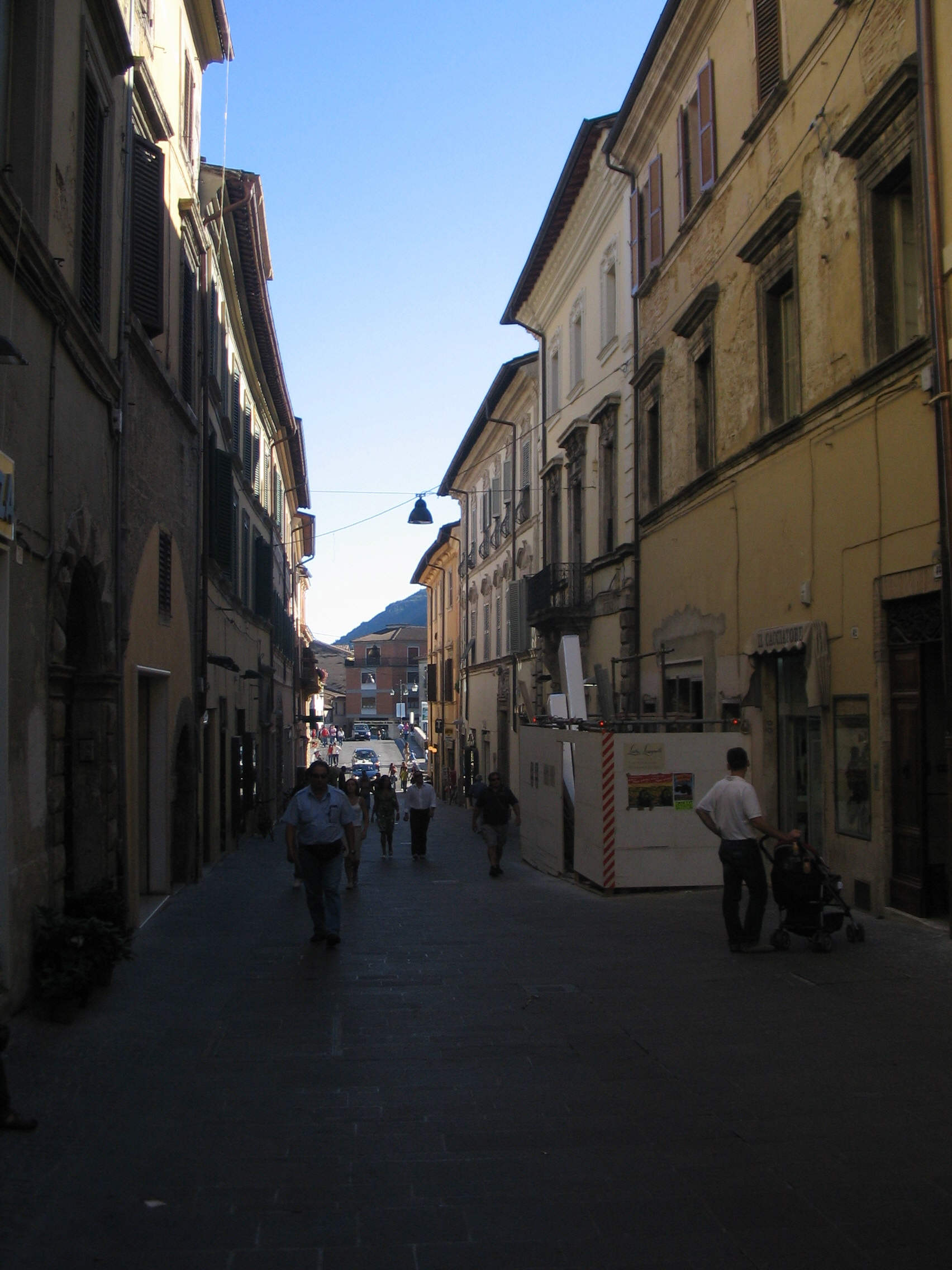
Via Róma
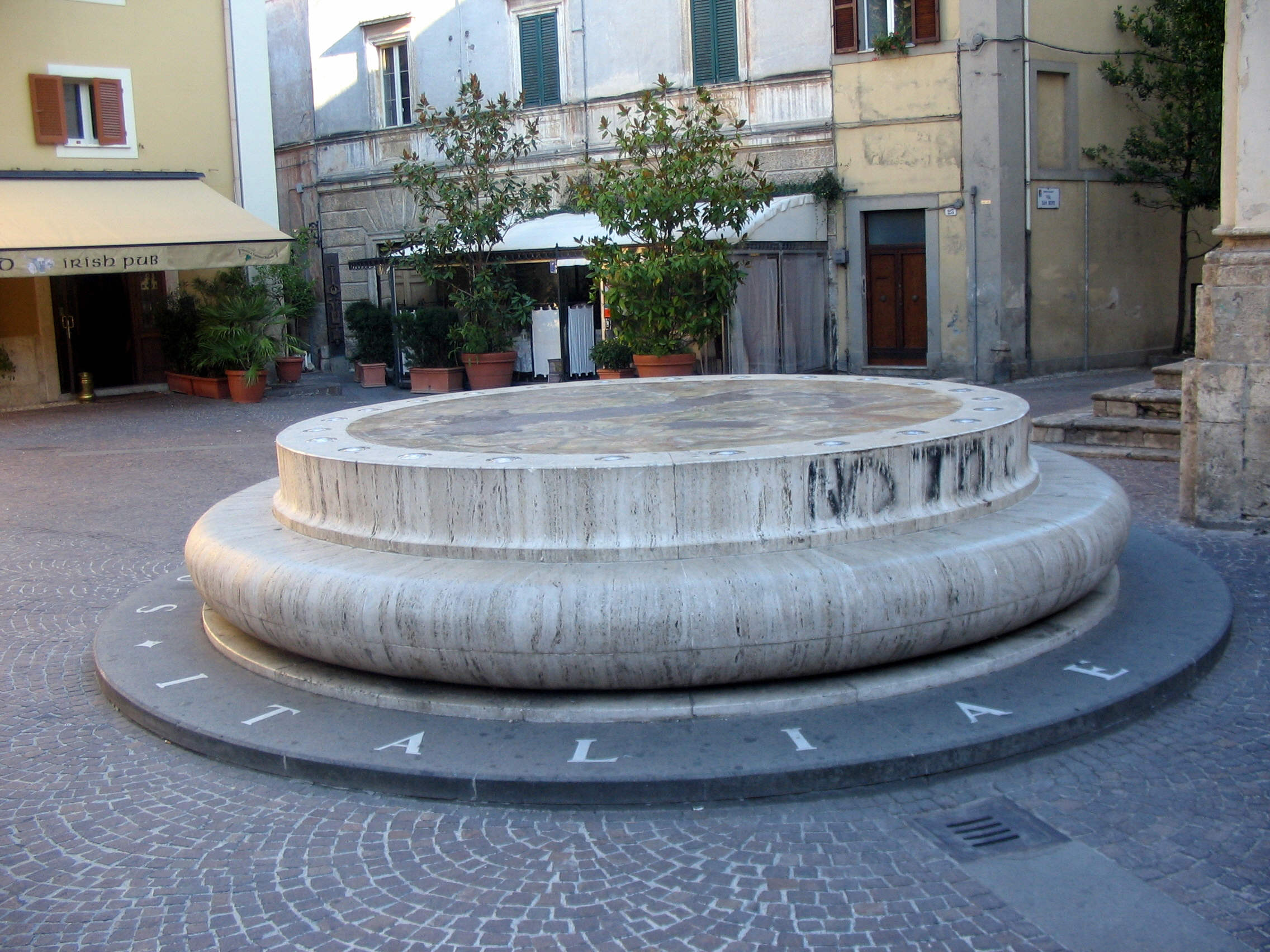
Emlékmű Olaszország földrajzi közepén
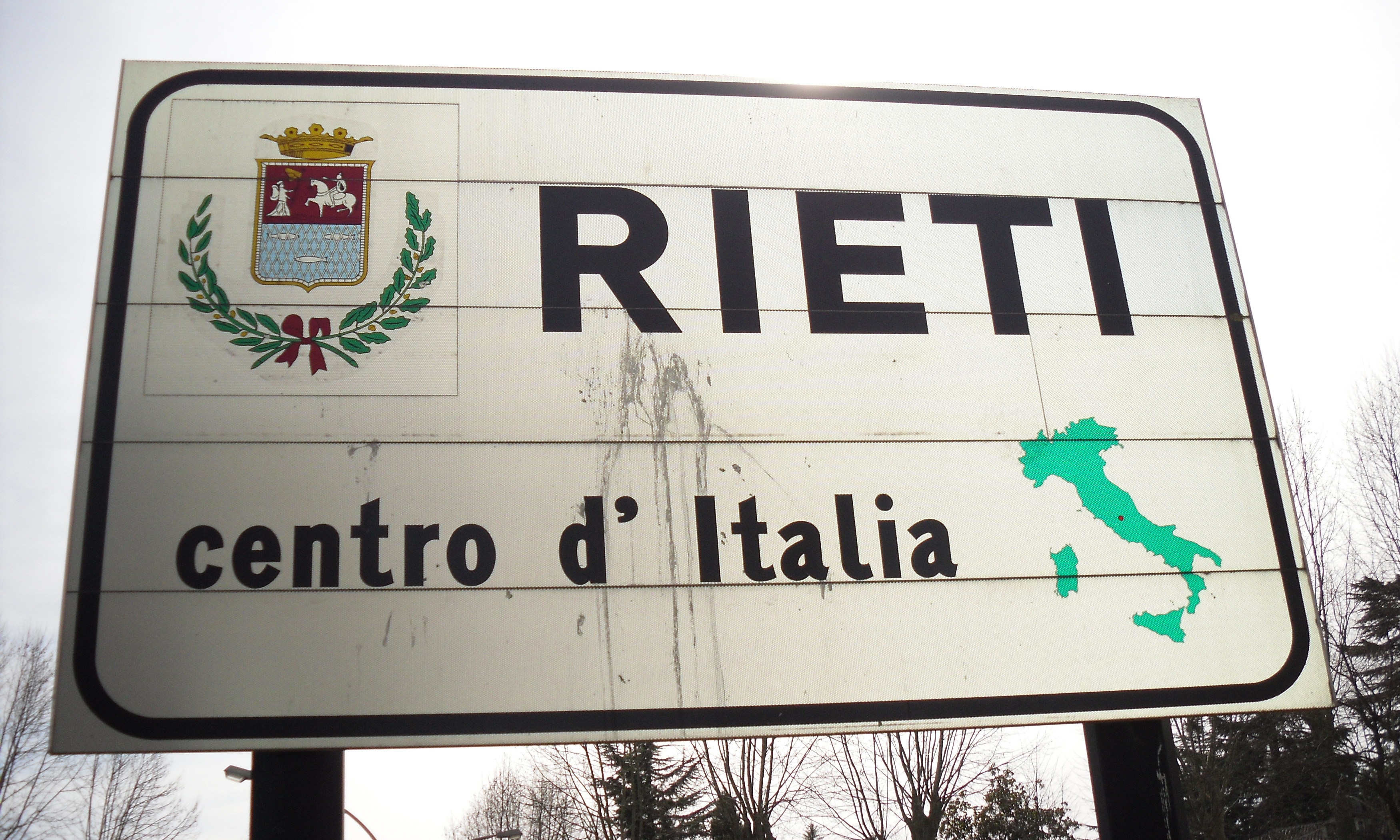
Rieti
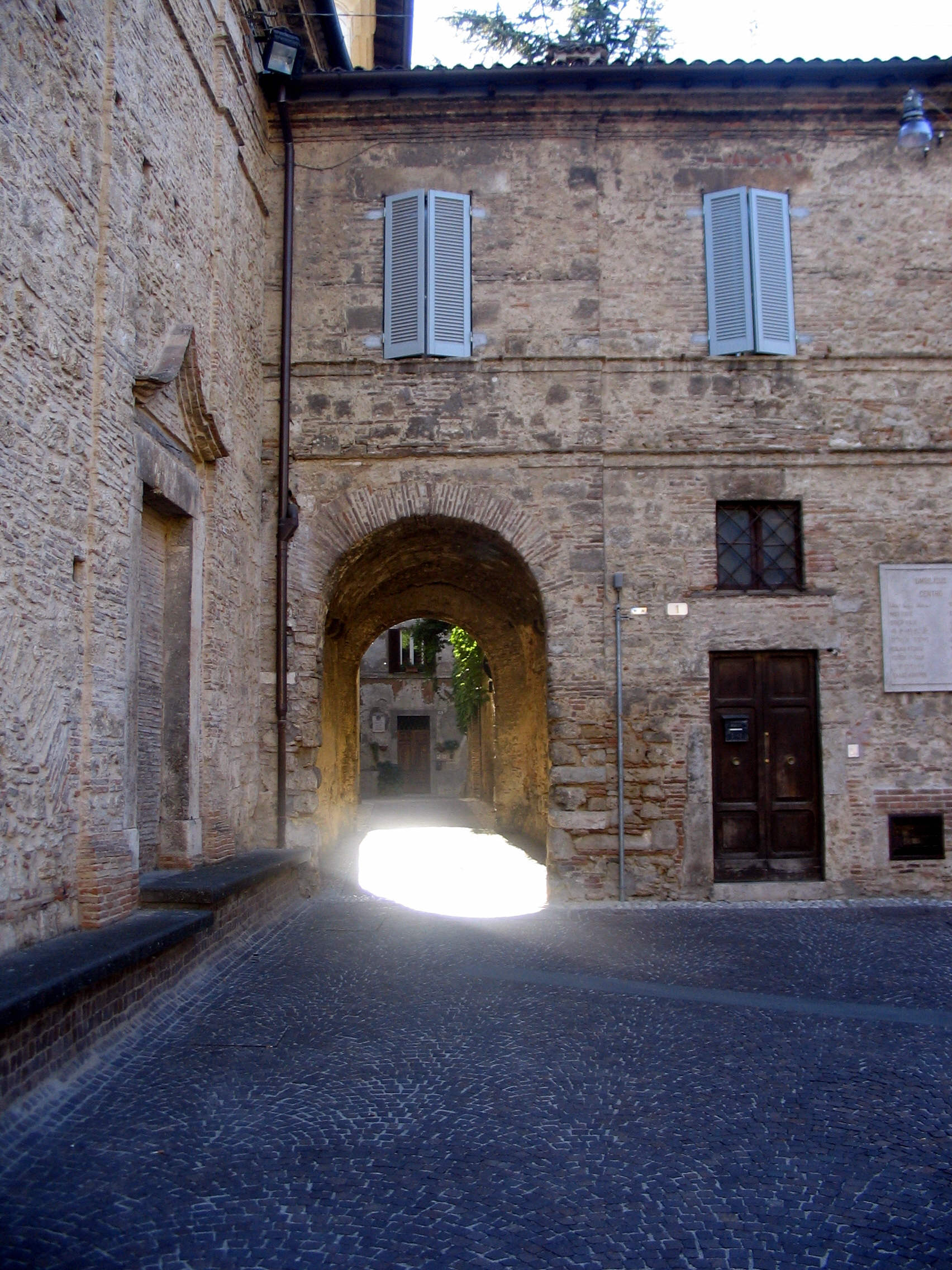
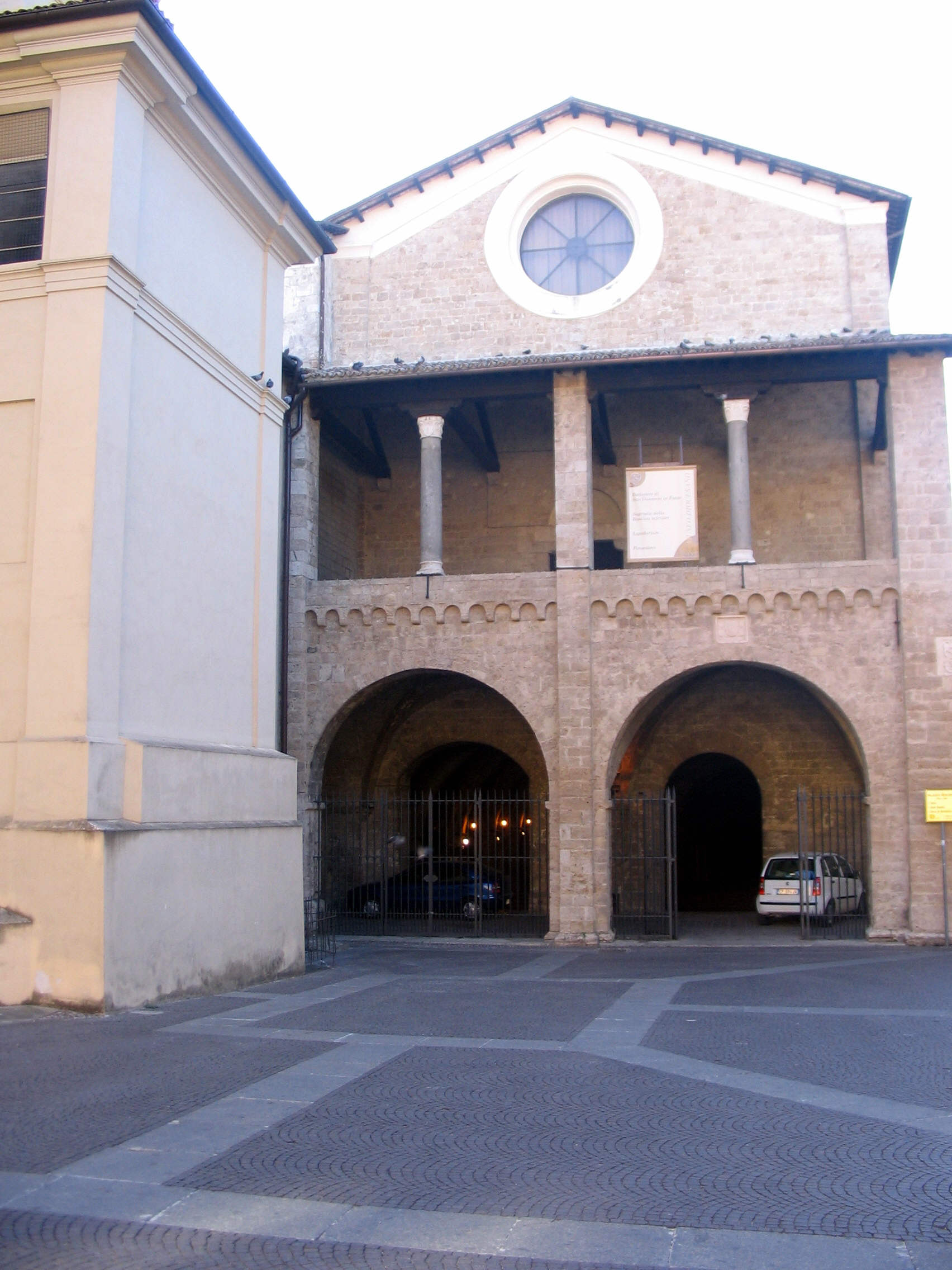
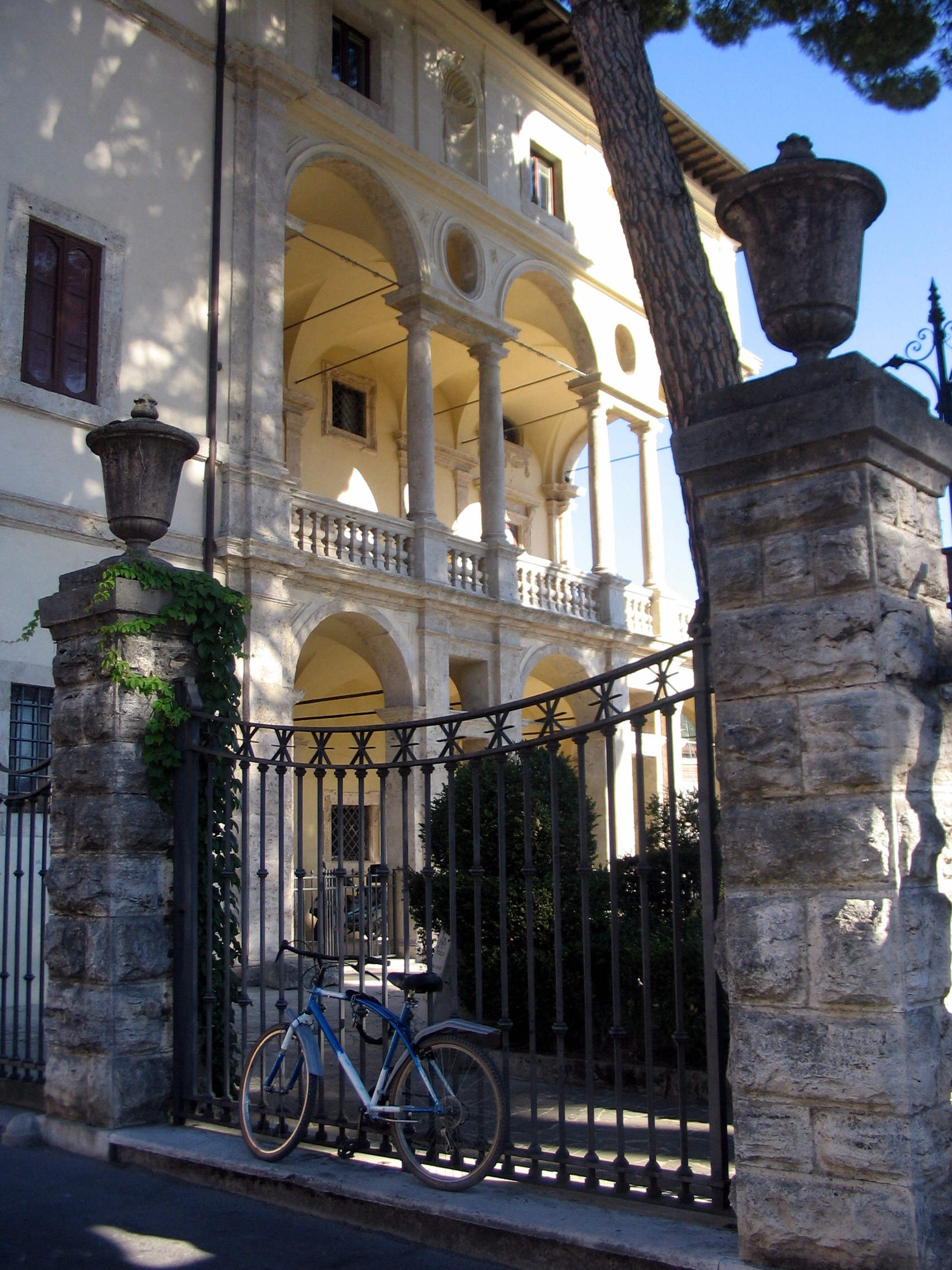

## Fordítás
- Ez a szócikk részben vagy egészben az Rieti című olasz Wikipédia-szócikk fordításán alapul.  Az eredeti cikk szerkesztőit annak laptörténete sorolja fel. Ez a jelzés csupán a megfogalmazás eredetét és a szerzői jogokat jelzi, nem szolgál a cikkben szereplő információk forrásmegjelöléseként.